# Højt paa en Kvist
Højt paa en Kvist er en dansk stumfilm med Fyrtårnet og Bivognen fra 1929, instrueret af Lau Lauritzen Sr. efter eget manuskript.

## Handling
Fyrtårnet og Bivognen bor højt på en kvist i et gammelt hus der rummer mange mærkelige mennesker. Der er fx en gammel spåkone som lever af at lægge stjerner for folk. Hun har spået Bivognen at han skal blive meget rig og gift med den unge pige han er forelsket i men en ond mand er i hans nærhed og ham skal han først overvinde. Bivognen har hurtigt opdaget hvem den onde mand er. Det er en forhenværende bokser som bor ved siden af. Tiden går og Bivognen tænker tit på den spådom der tilsyneladende ikke går i opfyldelse. Men så en dag kommer en meddelelse fra Amerika til en sagfører i byen om at finde en mand som er arving til en indvandret amerikaners efterladte rigdom. Og arvingen er - Bivognen!